# Larus atlanticus
Il gabbiano di Olrog (Larus atlanticus, Olrog 1958) è un uccello della famiglia dei Laridi.

## Sistematica
Larus atlanticus non ha sottospecie, è monotipico.

## Stato di conservazione
Il gabbiano di Olrog è valutato a rischio prossimo alla minaccia nella lista rossa della IUCN, riguardante le specie minacciate a causa della progressiva distruzione del suo habitat naturale.

## Descrizione
È un gabbiano di taglia media, con un mantello nero sulla parte superiore, bianco nella testa e nella parte inferiore. Il becco è giallo con un tocco di rosso e nero sulla punta. La coda è bianca con banda nera.

Gli adulti in fase non riproduttiva hanno testa nerastra e anello oculare bianco.
L'alimentazione è costituita da piccoli pesci, granchi e rifiuti urbani.

## Distribuzione e habitat
Questo gabbiano vive prevalentemente sulle coste atlantiche dell'Argentina; d'inverno si sposta a nord in Uruguay e nell'estremo sud del Brasile. È raro sulle Isole Falkland.